# 피에르바티스타 피자발라
피에르바티스타 피자발라(이탈리아어: Pierbattista Pizzaballa, 1965년 4월 2일 - )는 이탈리아의 로마 가톨릭교회 추기경이다. 작은형제회 수도사이며 2020년 11월 6일부터 예루살렘 라틴 총대주교로 재직하고 있다. 2023년 교황 프란치스코에 의해 추기경에 서임되었다.
피자발라는 모국어인 이탈리아어 외에도 히브리어, 영어, 아랍어를 구사한다.

## 유년기와 청년기
피에바티스타 피자발라는 이탈리아 베르가모의 콜로노알세리오 출신으로 피에트로 피자발라와 마리아 마달레나 타디니의 아들로 태어났다. 카스텔리테지오라는 작은 마을에서 자란 피자발라는 소박한 전원생활을 하였다. 본당 사제에게 감명받아 그처럼 되고 싶다는 열망에 이끌려 1976년 9월 볼로냐의 프란치스코회 르 그라치에 소신학교에 입학했고, 1984년 9월 5일 라베르나에 있는 수련소에 들어갔다. 1985년 9월 7일 첫서원을 하였고 1989년 10월 4일 종신서원을 하였다. 교황청립 안토니아눔 대학교에서 신학학사 학위를 취득하고 1990년 9월 15일 볼로냐 대성당에서 자코모 비피 추기경으로부터 사제 서품을 받았다.

## 사제
페라라 대교구 신학교에서 고전학 디플로마를 취득한 그는 1993년 예루살렘의 프란치스카눔 성경 연구소에서 성서학을 수학하고 프란치스카눔 성경 연구소에서 성서 히브리어를 가르쳤다.
1955년 피자발라는 히브리어판 로마 미사 경본 출판을 담당했고 히브리어로 전례문을 번역했다.
1999년 7월 작은형제회 성지보호구에 들어가 히브리어를 사용하는 가톨릭 신자들을 사목하는 업무를 맡았다. 2001년 5월 9일 예루살렘의 성 시메온과 성녀 안나 수도원 원장으로 임명되었다. 2005년부터 2008년싸지는 총대주교 총대리로 봉사했다.
그는 2004년 5월부터 2016년 4월까지 성지 보호구의 총책임자인 성지 보호구 봉사자로서 6년 임기로 선출되었고, 2010년 3월 3년 임기로 재선되었고, 2013년에 다시 3년 임기로 재선되었다.
2008년 교황청 그리스도인일치촉진평의회 산하 유다교위원회 자문위원으로 임명되었다.
2014년 6월 교황 프란치스코는 피자발라에게 바티칸 정원에서 시몬 페레스 이스라엘 대통령과 마흐무드 압바스 팔레스타인 지도자와 함께 한 평화 기도회를 조직하는 임무를 맡겼다.
피자발라는 2015년 이스라엘 정부가 서안지구와 예루살렘 사이에 장벽을 짓는 것을 비판하고 이에 반대하는 시위에 참여하였다. 동시에 모든 문제를 이스라엘의 가자지구 및 서안지구 점령 탓으로 돌리는 팔레스타인 지도자들에 대해서도 비판했다.

## 주교
2016년 6월 24일 교황 프란치스코는 공석이 된 예루살렘 라틴 총대교구의 교구장 서리로 피자발라를 지명하고 그를 베르베의 명의 대주교로 임명했다. 2016년 9월 10일 피자발라는 베르가모 대성당에서 레오나르도 산드리 추기경, 파우드 트왈 대주교, 프란체스코 베스키 주교에 의해 주교로 축성되었다.
2016년에 피자발라는 성묘 기사단에 입회하여 부단장이 되었고, 라틴 총대주교로 임명되자 단장이 되었다. 2017년 5월 31일에 그는 교황청 동방교회성 위원으로 임명되었다.
2020년 10월 24일 피자발라는 프란치스코 교황에 의해 예루살렘 라틴 총대주교로 임명되었다. 그는 예루살렘 카리타스 이사회를 이끌고 있다.

## 추기경
2023년 7월 9일 교황 프란치스코는 피자발라를 추기경에 서임한다고 발표했다. 그리고 같은 해 9월 30일 추기경회의에서 피자발라를 성묘 기사단의 본당인 산토노프리오 성당의 사제급 추기경에 서임했다.
그는 가자 전쟁은 물론 이스라엘의 팔레스타인 점령을 끝내야 한다고 주장했다. 피자발라는 민간인에 대한 공격을 비판하고 확전 중단과 가자 지구에 대한 인도적 지원을 촉구하는 가자 지구 인도주의 위기 고조에 관한 성명서에 서명하였다. 엘리 코헨 이스라엘 외무장관은 이 성명을 비판했다. 피자발라는 하마스의 행동을 야만적이라고 비판하며 가자 전쟁으로 가자 지구에 포로로 잡힌 이스라엘 어린이들을 풀어주는 대가로 자신이 대신 인질이 되겠다는 입장을 밝혔다.

## 같이 보기
- 예루살렘 라틴 총대주교